# Azerbajdzjan i paralympiska spelen

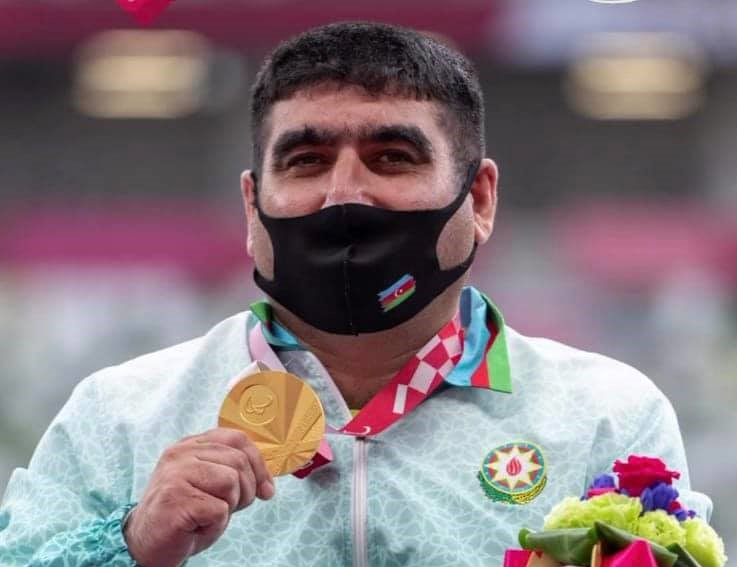
Guldmedaljören Elvin Astanov, 2021.

Azerbajdzjan deltog första gången vid paralympiska sommarspelen 1996 i Atlanta. Innan dess utgjorde Azerbajdzjan en del av Tsarryssland (till 1917) och Sovjetunionen (1920 till 1991). De gjorde debut i de paralympiska vinterspelen 2022.

## Medaljer
| Guld | Silver | Brons | Totalt antal medaljer |
| ---- | ------ | ----- | --------------------- |
| 27   | 21     | 20    | 68                    |

### Medaljer efter sommarspel
| Azerbajdzjan vid de paralympiska sommarspelen | Azerbajdzjan vid de paralympiska sommarspelen | Azerbajdzjan vid de paralympiska sommarspelen | Azerbajdzjan vid de paralympiska sommarspelen | Azerbajdzjan vid de paralympiska sommarspelen | Azerbajdzjan vid de paralympiska sommarspelen |
| --------------------------------------------- | --------------------------------------------- | --------------------------------------------- | --------------------------------------------- | --------------------------------------------- | --------------------------------------------- |
| År                                            | Guld                                          | Silver                                        | Brons                                         | Totalt                                        | Rankning                                      |
| 1996                                          | 0                                             | 0                                             | 0                                             | 0                                             | -                                             |
| 2000                                          | 0                                             | 1                                             | 0                                             | 1                                             | 60                                            |
| 2004                                          | 2                                             | 1                                             | 1                                             | 4                                             | 45                                            |
| 2008                                          | 2                                             | 3                                             | 5                                             | 10                                            | 38                                            |
| 2012                                          | 4                                             | 5                                             | 3                                             | 12                                            | 27                                            |
| 2016                                          | 1                                             | 8                                             | 2                                             | 11                                            | 48                                            |
| 2020                                          | 14                                            | 1                                             | 4                                             | 19                                            | 10                                            |
| 2024                                          | 4                                             | 2                                             | 5                                             | 11                                            | 28                                            |